# Une semaine de vacances
Une semaine de vacances (literal, Una semana de vacaciones) es una película dramática francesa de 1980 dirigida por Bertrand Tavernier. La cinta participó en el Festival de Cine de Cannes de 1980.

## Argumento
Una joven profesora de francés en un centro de Lyon duda sobre el propósito de su trabajo y su propia personalidad. Aprovecha una semana de vacaciones para encontrar una respuesta a sus dudas y obsesiones, que han hecho tanta mella en su existir que ha perdido el sentido mismo de su vida. Retrato de las profundidades psicológicas de una mujer en la ciudad natal del director.

## Reparto
- Nathalie Baye - Laurence Cuers
- Gérard Lanvin - Pierre
- Flore Fitzgerald - Anne
- Michel Galabru - Mancheron
- Jean Dasté - padre de Laurence
- Marie-Louise Ebeli - madre de Laurence
- Philippe Delaigue - Jacques, hermano de Laurence
- Geneviève Vauzeilles - Lucie
- Philippe Léotard - doctor Sabouret
- Philippe Noiret -Michel Descombes
- Jean-Claude Durand - Philippe
- Catherine Anne Duperray - Josiane Lalande
- Jean Sourbier - André
- André Mortamais - cliente
- Thierry Herbivo - Jean Mancheron
- Nils Tavernier - Patrice